# Я — негарна Бетті
Я — негарна Бетті (ісп. Yo soy Betty, la fea) — колумбійська теленовела телеканалу RCN Televisión, що йшла з 25 жовтня 1999 по 8 травня 2001 року.
У 2021 році на телеканалі 1+1 вийшла українськомовна адаптація теленовели під назвою Моя улюблена Страшко.

## Сюжет
Історія про дівчину на ім'я Беатріс Пінсон Солано. Вона талановита економістка, але дуже негарна. Бетті усвідомлює, що навряд чи становить інтерес для чоловіків. Єдиний роман в її житті закінчується ледь почавшись. Поступово вона звикає до думки, що до кінця своїх днів їй судилося бути старою дівою. Тому поки її ровесниці проводять час на дискотеках, вона всі свої сили і емоції віддає навчанню, готуючи себе до професійної кар'єри.
Після численних, але невдалих спроб отримати роботу за фахом, Беатріс приймає пропозицію зайняти посаду секретаря Армандо Мендоси, президента однієї з найбільших в країні компаній з виробництва модного одягу. Ця робота не відповідає рівню її кваліфікації, проте Бетті розуміє, що її шанси отримати найкраще місце відразу дорівнює нулю. Вона вирішує почати з самих низів, щоб згодом зайняти місце, яке заслуговує.

## Нагороди
| Рік  | Премія                      | Категорія                   | Номінант              | Результат |
| ---- | --------------------------- | --------------------------- | --------------------- | --------- |
| 2001 | Premios TvyNovelas Colombia | Теленовелла                 | Фернандо Гайтан       | Перемога  |
| 2001 | Premios TvyNovelas Colombia | Головна жіноча роль         | Анна Марія Ороско     | Перемога  |
| 2001 | Premios TvyNovelas Colombia | Головна чоловіча роль       | Хорхе Енріке Абелло   | Перемога  |
| 2001 | Premios TvyNovelas Colombia | Акторка-антагоніст          | Наталія Рамірес       | Перемога  |
| 2001 | Premios TvyNovelas Colombia | Актор-антагоніст            | Луїс Меса             | Перемога  |
| 2001 | Premios TvyNovelas Colombia | Жіноча роль другого плану   | Лорна Пас             | Перемога  |
| 2001 | Premios TvyNovelas Colombia | Чоловіча роль другого плану | Хуліан Аранго         | Номінація |
| 2001 | Premios TvyNovelas Colombia | Продюсер                    | Фернандо Гайтан       | Перемога  |
| 2001 | Premios TvyNovelas Colombia | Режисер                     | Маріо Ріверо          | Перемога  |
| 2001 | Premios TvyNovelas Colombia | Молодий актор               | Хуліо Сезар Еррера    | Перемога  |
| 2001 | Premios TvyNovelas Colombia | Молода актриса              | Марта Ізабель Боланос | Перемога  |
| 2001 | Premios TvyNovelas México   | Зарубіжна теленовелла       | Фернандо Гайтан       | Перемога  |
| 2001 | Premios TvyNovelas México   | Іноземна актриса            | Анна Марія Ороско     | Перемога  |
| 2001 | Premios TvyNovelas México   | Іноземний актор             | Хорхе Енріке Абелло   | Перемога  |

## Версії
- Мексика - Любов не така, якою її малюють (ісп. El amor no es como lo pintan), 2000 — мексиканська теленовела виробництва компанії TV Azteca. У головних ролях Ванесса Акоста та Ектор Соберон.
- Колумбія — Екомода (ісп. Ecomoda), 2001 — колумбійська теленовела виробництва компанії RCN Televisión. У головних ролях Ана Марія Ороско та Хорхе Енріке Абельйо.
- Колумбія — Бетті Тунс (ісп. Betty Toons), 2001 — колумбійський мультсеріал виробництва компанії RCN Televisión. У головних ролях Алехандра Ботеро.
- Португалія — Все для кохання (порт. Tudo por Amor), 2002 — португальська теленовела виробництва телеканалу TVI. У головних ролях Софія Дуарте Сілва, Діого Моргадо, Маркантоніо Дель Карло, Інес Кастель-Бранко та Аделаїда Феррейра.
- Індія — Немає нікого, як Джассі (гінді जस्सी जैसी कोई नहीं / Jassi Jaissi Koi Nahin), 2003 — індійська теленовела, створена компанією DJ's a Creative Unit для телеканалу Sony Entertainment Television. У головних ролях Мона Сінгх і Апурва Агніхотрі.
- Ізраїль — Потворний Есті (івр. אסתי המכוערת / Esti HaMekho'eret), 2004 — ізраїльська теленовела виробництва телеканалу Channel 2. У головних ролях Рікі Бліх.
- Туреччина — Це не буває без вас (тур. Sensiz Olmuyor), 2005 — турецька теленовела виробництва телеканалів Show TV і Kanal D. У головних ролях Озлем Конкер, Єліз Шар і Емре Алтуґ.
- Німеччина — Закоханий у Берлін (нім. Закоханий у Берлін), 2005 — німецька теленовела виробництва компаній Grundy UFA і Phoenix Film для телеканалу Sat.1. У головних ролях Олександра Нелдел, Матіс Кюнцлер, Тім Сандер і Лаура Оссвальд.
- Росія — Не народися вродливою (рос. Не родись красивой / Ne Rodis Krasivoy), 2005 — російська теленовела виробництва телеканалу СТС. У головній ролі Неллі Уварова.
- Мексика — Найкрасивіший потворний (ісп. La fea más bella), 2006 — мексиканська теленовела виробництва компанії Televisa. У головних ролях Анжеліка Вале і Хайме Каміль.
- Нідерланди — Лотта (нід. Lotte), 2006 — голландська теленовела, створена компанією Blue Circle для телеканалу Tien. У головних ролях Нінке Беекхейзен і Ларс Ооствен.
- Іспанія — Я Беа (ісп. Yo soy Bea), 2006 — іспанська теленовела, створена компанією Grundy Producciones для телеканалу Telecinco. У головних ролях Рут Нуньєс і Алехандро Тус.
- США — Не краса по-американськи (ісп. Ugly Betty), 2006-2010 — американський телесеріал виробництва ABC Studios для телеканалу ABC. У головних ролях Америка Феррера та Ерік Мабіус.
- Греція — Марія, потворна (грец. Μαρία η άσχημη / Maria, i Aschimi), 2007 —грецька теленовела виробництва Mega Channel. У головних ролях Аггелікі Даліані та Антімос Ананіадіс.
- Бельгія — Сара (нід. Sara), 2007 — бельгійська теленовела виробництва компанії Fremantle для телеканалу VTM. У головних ролях Верле Бетенс, Герт Вінкельманс, Курт Рогірс, Сандрін Андре та Лотте Піной.
- Хорватія,  Сербія — Не здавайся, Ніна (хорв. Ne daj se, Nina), 2007 — хорватсько-сербська теленовела, створена телеканалами Prva Srpska Televizija та RTL Televizija. У головних ролях Лана Гояк і Роберт Курбаша.
- В'єтнам — Погана дівчина (в'єт. Cô gái xấu xí), 2008, в'єтнамська теленовела виробництва телеканалу VTV3. У головних ролях Нгок Хіоп і Чі Бо.
- Чехія — Некрасива Катька (чеськ. Ošklivka Katka), 2008 — чеська теленовела виробництва телеканалу Prima. У головній ролі Катержина Янечкова.
- Філіппіни — Я люблю Бетті ла Феа (англ. I Love Betty La Fea), 2008 — філіппінська теленовела виробництва компанії ABS-CBN. У головних ролях Беа Алонзо та Джон Ллойд Круз.
- КНР — Потворна дівчина непереможна (кит.: 丑女无敌 / Chou nu wudi), 2008 — китайський телесеріал виробництва Hunan Television. У головній ролі Лі Сіньру.
- Польща — Потворний (пол. Brzydula), 2008 — польська теленовела виробництва телеканалу TVN. У головних ролях Юлія Камінська та Філіп Бобек.
- Бразилія — Бела, Потворна (порт. Bela, a Feia), 2009, — бразильська теленовела виробництва телеканалу Record. У головних ролях Жизель Ітьє та Бруно Феррарі.
- Грузія — Дівчина з передмістя (груз. გოგონა გარეუბნიდან / Gogona Gareubnidan), 2010 — грузинська теленовела, створена компанією Night Show Studio для телеканалу Imedi TV. У головній ролі Тіна Махарадзе.
- Малайзія — Місія Бетті (малай. Misi Betty), 2011 — малайзійська теленовела виробництва телеканалу TV9. У головній ролі Сіті Фазуріна.
- Еквадор — Вето, негарний (ісп. Veto al feo), 2013 — еквадорська теленовела виробництва телеканалу Ecuavisa. У головних ролях Ефраїн Руалес та Урсула Стренґе.
- Єгипет — Подарунок людини-ворона (араб. هبة رجل الغراب / Heba Regl El-Ghorab), 2014 — єгипетська теленовела виробництва компанії OSN. У головній ролі Емі Самір Ганем.
- Таїланд — Гидка качка (тай. ยัยเป็ดขี้เหร่ / англ. Ugly Betty Thailand), 2015 —  тайська теленовела, створена компанією Kantana Motion Pictures для телеканалу Thairath TV. У головних ролях Пратчаянан Суванмані та Васін Ацаванаруенат.
- США — Бетті в Нью-Йорку (ісп. Betty en NY), 2019 — американська теленовела виробництва телеканалу Telemundo. У головних ролях Еліфер Торрес та Ерік Еліас.
- Алжир — Тамуша (араб. طيموشة / Timoucha), 2020 — алжирська теленовела виробництва компанії ENTV. У головній ролі Міна Лахтер.
- ПАР — Наша Беттіна, (коса uBettina Wethu), 2021 — південноафриканська теленовела виробництва телеканалу SABC 1. У головній ролі Фарієда Меціленг.
- Україна — Моя улюблена Страшко, 2021 — українська теленовела виробництва телеканалу 1+1. У головній ролі Ірина Поплавська та Олександр Соколов.
- Колумбія — Бетті, потворна: Історія продовжується (ісп. Betty, la fea: la historia continúa), 2024 — колумбійський телесеріал, виробництва компанії RCN Televisión для потокової платформи Prime Video. У головних ролях Ана Марія Ороско та Хорхе Енріке Абельйо.